# 黄貴妃
貴妃黄氏（きひ こうし、? - 紹熙2年11月26日（1191年12月14日））は、南宋の光宗の寵妃。

## 生涯
初め徳寿宮に入り、淳熙6年（1179年）10月、和義郡夫人（身分の低い妃嬪）に封ぜられた。淳熙末年、皇太子の趙惇（後の光宗）の側室が少なかったため、高宗は黄氏を養孫の趙惇に与えた。黄氏は寵愛を受け、光宗が即位すると貴妃に封ぜられた。
紹熙2年11月26日（1191年12月14日）、光宗が官員たちと宮外の祭壇で祭祀を執り行っていた時、皇后李氏は黄貴妃を殺害し、「急死」と報告された。光宗はショックのあまり大声で泣き叫び続け、儀式が出来なくなった。夜間まで祭祀は続いたが、突然の激しい雷雨に灯火がことごとく吹き消され、祭壇の者たちは騒ぎ立った。光宗はその後、ショックで数日間意識不明になった。太上皇の孝宗は激怒して皇后をとがめ、「皇帝が崩御したらお前の一族も処刑だ」といった。また、宰相らにもこれを言い聞かせた。皇后は恨みを抱き、蘇生した光宗に「あなたはご自分の過飲から病になられましたが、太上皇は私を一族とともに処刑なさろうとされました。極めて不公正な冤罪です。今も、太上皇は宰相たちと結託しようとしています」と讒言した。光宗は皇后の言に惑わされ、父子の間はさらに険悪になった。

## 伝記資料
- 『宋史』
- 『宋会要輯稿』
- 『建炎以来朝野雑記』